# Cardal
Cardal ist eine Ortschaft in Uruguay.

## Geographie
Cardal befindet sich auf dem Gebiet des Departamento Florida in dessen Sektor 13. Der Ort liegt in der südwestlichen Spitze des Departamentos unweit der westlich verlaufenden, vom Arroyo de la Virgen gebildeten Grenze zum Nachbardepartamento San José. Das südlich gelegene Gebiet trägt die Bezeichnung Cuchilla del Pintado. Dort finden sich auch die Orte Independencia und 25 de Agosto. Nächstgelegene Ansiedlung in nördlicher Richtung ist 25 de Mayo, während im Osten bzw. Ostnordosten Mendoza und Mendoza Chico gelegen sind. Südlich bzw. nördlich von Cardal entspringen mit dem Pantanosa und dem Gallinetas zwei linksseitige Nebenflüsse des Arroyo de la Virgen.

## Infrastruktur
Durch den Ort führen die Ruta 77 und die Bahnstrecke Montevideo–Paso de los Toros.

## Einwohner
Die Einwohnerzahl Cardals beträgt 1.202 (Stand: 2011), davon 559 männliche und 643 weibliche.
| Jahr | Einwohner |
| ---- | --------- |
| 1963 | 1.172     |
| 1975 | 1.155     |
| 1985 | 1.320     |
| 1996 | 1.274     |
| 2004 | 1.290     |
| 2011 | 1.202     |

Quelle: Instituto Nacional de Estadística de Uruguay